# Fury of the Furries
Fury of the Furries (poza Europą wydana jako Pac-in-Time) – komputerowa gra platformowa wydana przez Kalisto Entertainment w 1993 roku na platformy Amiga, Amiga CD32, Macintosh oraz MS-DOS. Bohaterem gry jest mały futrzany stwór Tiny, który posiada możliwość „przemiany” w cztery różne formy. Każda z form zawiera specyficzną umiejętność, której wykorzystanie w poszczególnych fragmentach poziomu jest konieczne do ich przejścia. Celem gry jest ukończenie etapów w ośmiu krainach i uwolnienie króla; każda kraina składa się z 10 poziomów i jest odmienna pod względem scenerii i mechaniki.
Fury of the Furries została pozytywnie przyjęta przez francuskich krytyków.